# Inimica Vis
Inimica Vis é uma encíclica antimaçónica do Papa Leão XIII, datada de 8 de dezembro de 1892, endereçada aos bispos italianos. Dedicada à condição deplorável da nação, reprovando-os pela resposta apática à Maçonaria e recordando-lhes sobre as múltiplas condenações ao longo do século e meio anterior que foram feitas a essa organização secreta. Queixou inclusive que alguns membros do clero católico estavam cooperando com ela e até no seu anticlericalismo.
Pouco depois, no dia 18 do mesmo ano e mês, foi promulgada pelo papa outra carta apostólica Custodi di quella Fede com o idêntico teor, reforçando-a.